# BSG80 - Spaceball
Spaceball is de zesde aflevering van de Amerikaanse sciencefictionserie Galactica 1980.

## Rolverdeling

### Hoofdrollen
- Commander Adama - Lorne Greene
- Boomer - Herbert Jefferson, Jr.
- Kapitein Troy - Kent McCord
- Luitenant Dillon - Barry Van Dyke
- Jamie Hamilton - Robyn Douglass
- Dokter Zee - Patrick Stuart

### Gastrollen
- Kolonel Sydell - Allan Miller
- Xavier - Jeremy Brett

## Synopsis
Xavier keert terug naar het jaar 1980 en slaagt erin Troy en Dillon in een gesaboteerde Viper weg te sturen. Terwijl Troy en Dillon proberen om hun Viper in de ruimte te repareren doet Xavier een poging om de kinderen te ontvoeren en hen als gijzelaars te houden om zijn plan te kunnen uitvoeren. Jamie heeft de kinderen meegenomen naar een Honkbalkamp voor minder gefortuneerde kinderen waar ze een reportage aan het doen is. De kinderen van de Galactica spelen een honkbalpartij tegen de kinderen in het kamp en maken daarbij misbruik van hun superkrachten. Bij hun terugkeer uit de ruimte kunnen Troy en Dillon op het laatste moment het plan van Xavier verijdelen. Maar de dokter ontsnapt opnieuw.